# Subdermální implantáty
Subdermální neboli podkožní implantáty jsou obvykle silikonová nebo teflonová tělesa vkládaná pod kůži na různých místech těla. Mnoho lidí používá implantáty se spojením s jinými modifikacemi pro dosáhnutí dramatického účinku a efektu 3D.
Při aplikaci je veden řez skalpelem do kůže podle velikosti objektu, který se pod ni má vložit. Do „kapsy“, vzniklé oddělením kůže od fascie, je implantát vložen a následně je rána zašita. Často jsou použity chirurgické pásky, aby se těleso nepohnulo. Velmi důležité je po operaci udržet stehy čisté a suché a čistit je spíše papírovými ubrousky než látkovými, ve kterých je obvykle mnohem více bakterií. Po deseti dnech už se mohou stehy většinou vytáhnout, ale trvá ještě asi tři měsíce, než je dosaženo požadovaného výsledku. Podkožní implantáty s sebou nesou i velká rizika, jakožto chirurgický zákrok. Zákrok musí být proveden ve sterilním prostředí, aby nedošlo k infekci. Riziko také hrozí při nedostatečné kvalifikaci člověka, který modifikaci provádí.